# Valtion lentokonetehdas
Die Staatliche Finnische Flugzeugfabrik Valtion lentokonetehdas war eine am 23. Februar 1928 aus dem Unternehmen Ilmailuvoimien Lentokonetehdas auch IVL (oder I.V.L.) hervorgegangene  finnische Flugzeugbauunternehmung. Das Unternehmen war zuerst den finnischen Luftstreitkräften unterstellt, später dem finnischen Verteidigungsministerium. Die Produkte des Unternehmens wurden mit den Anfangsbuchstaben der Firma „VL“ gekennzeichnet.
Das Unternehmen produzierte zunächst in Suomenlinna und Santahamina bei Helsinki. Aus strategischen Gründen galten diese Standorte jedoch als ungünstig und man suchte einen neuen Standort nahe der sowjetischen Grenze. In den 1930er Jahren zog das Unternehmen daher nach Tampere. Dort fanden hunderte Menschen während der Weltwirtschaftskrise eine Arbeit.
1936 wurde das Unternehmen nach Härmälä bei Tampere verlegt. Im Zweiten Weltkrieg wurden bei Valtion lentokonetehdas deutsche (Junkers Ju 88) und britische (Bristol Blenheim) Bomber gewartet und gebaut.
In der Fabrik bei Tampere waren 1936 665 Personen beschäftigt, 1941 waren es sogar 1.697 Personen. In Kriegszeiten war die Produktion über ganz Finnland verteilt, um die Möglichkeit der Zerstörung bei einem einzelnen Angriff zu vermeiden. Die Motorenherstellung wurde nach Kokkola, die Holzverarbeitung nach Kylmäkoski ausgelagert. In Viiala und Pirkkala wurden Lager eingerichtet. Weitere Einrichtungen waren bei Pori und Kolho. Die Fabrik der Karhumäki-Brüder wurde gegen Ende des Krieges komplett der Valtion lentokonetehdas unterstellt.
Nach dem Zweiten Weltkrieg konsolidierte der finnische Staat seine Industrieeinrichtungen. VL wurde Teil von VMT (Valtion Metallitehtaat, Staatliche Metallwerke), der heutigen Valmet. Als 1996 die Valmet privatisiert wurde, wurde der Flugzeugbau ausgegliedert und dem finnischen Rüstungskonzern Patria als Patria Finavitec zugeordnet.

## Flugzeuge des Unternehmens
- IVL A.22 Hansa
- IVL C.24
- IVL C.VI.25
- IVL D.26 Haukka I
- IVL K.1 Kurki
- IVL D.26 Haukka II
- VL Sääski I
- VL Sääski II
- VL Viima I
- VL Viima II
- VL Paarma
- VL Kotka I
- VL Kotka II
- VL Tuisku I
- VL Tuisku II
- VL Pyry
- VL Myrsky
- VL Humu
- VL Pyörremyrsky
- Valmet Tuuli II
- Valmet Vihuri
- Valmet PIK-23 Towmaster
- Valmet L-70 Vinka
- Valmet L-90 TP Redigo